# Cerkiew św. Dymitra z Tesaloniki w Petersburgu (prospekt Ligowski)
Cerkiew św. Dymitra z Tesaloniki – świątynia prawosławna w Petersburgu zbudowana w latach 1861–1865 dla greckiej społeczności miasta, zburzona w 1962.
W 1859 społeczność grecka w Petersburgu, która dotąd uczestniczyła w odprawianych w języku greckim nabożeństwach prawosławnych w jednej z cerkwi miasta, wystąpiła o prawo budowy własnego obiektu sakralnego w rejonie kanału Ligowskiego. Fundatorem obiektu był grecki przedsiębiorca Dimitrios Benardakis; w podziemiach budynku urządzono jego rodzinne mauzoleum. Projekt świątyni wykonał Roman Kuzmin, utrzymując obiekt w stylu neobizantyjskim. Ikony dla obiektu powstały w Grecji, wzorem dla fresków były analogiczne kompozycje we wczesnochrześcijańskich świątyniach Konstantynopola. We wnętrzu znajdował się ponadto jednorzędowy ikonostas. Cerkiew przeznaczona była dla jednoczesnego udziału w nabożeństwie tysiąca osób. Nabożeństwa odprawiane były w językach greckim i cerkiewnosłowiańskim przez duchownych przybywających z Grecji. 30 września 1865 metropolita petersburski Izydor poświęcił świątynię. 
W 1886 przeprowadzony został generalny remont obiektu, w ramach którego odnowiono m.in. freski w jego wnętrzu. Świątynia była czynna do 1938, gdy została zamknięta. Jej wyposażenie przejęły muzea. Zrujnowany budynek przetrwał do 1962, gdy na jego miejscu wzniesiono salę koncertową, uznając sam obiekt za „nieposiadający większej wartości artystycznej”.